# Manteo, Carolina de Nord
Manteo este un oraș și sediul comitatului, Dare, statul  Carolina de Nord,  Statele Unite ale Americii.
1. ↑   https://www.nctreasurer.com/municipalities Lipsește sau este vid: |title= (ajutor)
2. ↑   https://www.pilotonline.com/2023/11/09/on-the-outer-banks-incumbents-ousted-in-both-dare-county-mayoral-races/ Lipsește sau este vid: |title= (ajutor)
3. ↑  2010 U.S. Gazetteer Files, accesat în 9 iulie 2020